# Stazione di Uitgeest
Uitgeest, è una stazione ferroviaria di scambio nella città di Uitgeest, Paesi Bassi. È una stazione passante di superficie a 3 binari sulla linea ferroviaria Den Helder-Amsterdam. La stazione, parte terminale della linea Haarlem-Uitgeest, funge da raccordo di questa con la linea Den Helder-Amsterdam.